# Sudan (Teksas)
Sudan je grad u američkoj saveznoj državi Teksas. Prema popisu stanovništva iz 2010. u njemu je živjelo 958 stanovnika.